# LuxX Index
Der LuxX Index ist ein Aktienindex, der aus Kursen von, an der Börse Luxemburg notierter, Unternehmen gebildet ist. Der Index umfasst neun Werte.

## Zusammensetzung
(Stand: 22. Oktober 2022)
| Unternehmen        | Branche             | Indexgewichtung in % | Logo |
| ------------------ | ------------------- | -------------------- | ---- |
| Aperam             | Stahlindustrie      | 12,11                |      |
| Arcelor Mittal     | Stahlindustrie      | 22,82                |      |
| Brederode          | Beteiligungen       | 11,92                |      |
| Luxempart          | Beteiligungen       | 3,36                 |      |
| Reinet Investments | Beteiligungen       | 20,62                |      |
| RTL Group          | Medien              | 11,86                |      |
| SES S.A.           | Satellitenbetreiber | 15,94                |      |
| Socfinaf           | Agrarindustrie      | 0,72                 |      |
| Socfinasia         | Agrarindustrie      | 0,64                 |      |